# Stazione di Ōiso
La stazione di Ōiso (大磯駅?, Ōiso-eki) è una stazione ferroviaria situata nell'omonima città nella prefettura di Kanagawa. Dista 67,8 km ferroviari dalla stazione di Tokyo

## Linee
- JR East
  - ■ Linea principale Tōkaidō
  - ■ Linea Shōnan-Shinjuku

## Struttura
La stazione è dotata di una banchina a isola servente 3 binari
| 1 | ■ Linea principale Tōkaidō |  | per Odawara, Atami, Numazu e Itō                   |
| 2 | ■ Linea principale Tōkaidō |  | per Hiratsuka, Yokohama e Tokyo                    |
| 2 | ■ Linea Shōnan-Shinjuku    |  | per Shinjuku, Ōmiya, Kumagaya, Takasaki e Maebashi |

## Stazioni adiacenti
| «                        | Servizio                 | »                        |
| Linea principale Tōkaidō | Linea principale Tōkaidō | Linea principale Tōkaidō |
| ------------------------ | ------------------------ | ------------------------ |
| Hiratsuka                | Tutti                    | Ninomiya                 |
| Linea Shōnan-Shinjuku    |                          |                          |
| Hiratsuka                | Tutti                    | Ninomiya                 |